# 池田直渡
池田 直渡（いけだ なおと、1965年 - ）は、日本のモータージャーナリスト。日本自動車ジャーナリスト協会会員。トヨタ・モビリティ基金理事。

## 来歴・人物
神奈川県出身。1988年、ネコ・パブリッシングに入社し、取次営業や『カー・マガジン』『オートメンテナンス』『オートカー・ジャパン』の編集を担当。2006年、スパイスコミニケーションズのビジネスニュースサイト『PRONWEB Watch』編集長に就任。2008年の退社後、編集プロダクションである「グラニテ」を設立し、執筆活動の他、YouTubeチャンネル『全部クルマのハナシ』の運営を行なっている。

## Web記事・連載等
- ITmediaビジネスオンライン 池田直渡「週刊モータージャーナル」(2015年 - 、アイティメディア)[5]
- プレジデントオンライン (2016-2019年、プレジデント社)[6]
- 東洋経済オンライン (2018年-2019年、東洋経済新報社)[7]
- トヨタイムズ 特集 寺師茂樹×池田直渡 寺師副社長インタビュー(2019年、トヨタ自動車)[8]
- 池田直渡のファクト・シンク・ホープ (2021年 - 、日経ビジネス)[4]
- 池田直渡の5分でわかるクルマ経済 (2021年 - 、グーネット)[9]

## 著書

### 単著
- 『スピリット・オブ・ロードスター 広島で生まれたライトウェイトスポーツ』プレジデント社、2016年11月 ISBN 978-4833421980

### 共著
- 『EV（電気自動車）推進の罠 「脱炭素」政策の嘘』加藤康子、岡崎五朗共著、ワニブックス、2021年10月 ISBN 978-4847071072